# Karagwe (Distrikt)
Karagwe ist ein Distrikt der Region Kagera in Tansania. Der Distrikt grenzt im Norden an den Distrikt Missenyi, im Osten an die Distrikte Bukoba und Muleba, im Süden an die Distrikte Biharamulo und Ngara, im Westen an Ruanda und im Nordwesten an den Distrikt Kyerwa.

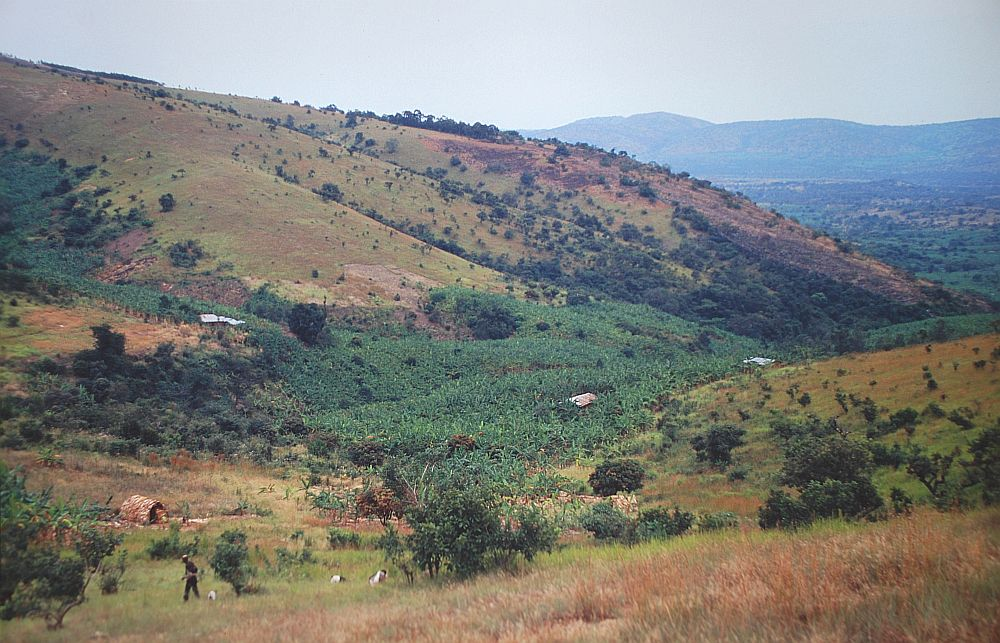
Landschaft beim Dorf Bugene.

## Geographie
Karagwe hat eine Fläche von 4500 Quadratkilometer und 385.744 Einwohner (Volkszählung 2022). Das Land liegt im Nordwesten vom Tansania in einer Höhe von 1200 bis 1800 Meter über dem Meer. Von der 1200 Meter über dem Meeresniveau liegenden Hochebene im Osten steigt das Land rasch auf 1600 Meter an. Der zentrale Teil ist hügelig, von Tälern durchzogen und hat Erhebungen bis 1800 Meter um dann im Westen zum Fluss Akagera auf eine sumpfige Ebene in 1200 Meter über dem Meer abzufallen. Im Südosten des Distriktes liegt der Burigisee inmitten des Burigi-Chato-Nationalparks. Im Durchschnitt regnet es im Jahr 1040 bis 1200 Millimeter. Die Niederschläge fallen in zwei Regenzeiten von September bis Januar und von März bis Mai. Die Jahresdurchschnittstemperatur liegt bei 26 Grad Celsius.

## Geschichte
Der Name Karagwe stammt von einem Hügel in der Nähe des Dorfes Kandegesho, dem früheren Zentrum des Distriktes. Im 18. Jahrhundert hatte sich in Karagwe ein Königreich gebildet, seine Blütezeit lag im 19. Jahrhundert. Der König Ndagara herrschte von 1820 bis 1853 und schon damals spielte die Landwirtschaft eine zentrale Rolle. Kühe waren ein Maßstab für Reichtum und Macht, aber auch die Verarbeitung von Eisen spielte eine wichtige Rolle. Im Jahr 2010 wurde der Distrikt Karagwe geteilt, der Norden wurde zum eigenständigen Distrikt Kyerwa ernannt.

## Verwaltungsgliederung
Der Distrikt besteht aus 23 Bezirken (Wards):
- Bugene
- Bweranyange
- Chanika
- Chonyonyo
- Igurwa
- Ihanda
- Ihembe
- Kamagambo
- Kanoni
- Kayanga
- Kibondo
- Kihanga
- Kiruruma
- Kituntu
- Ndama
- Nyabiyonza
- Nyaishozi
- Nyakabanga
- Nyakahanga
- Nyakakika
- Nyakasimbi
- Rugera
- Rugu

## Bevölkerung
Die Bevölkerungszahl ging wegen der Abtrennung des Distriktes Kyerwa von 284.137 im Jahr 1988 auf 201.446 bei der Volkszählung 2012 zurück und stieg dann auf 332.020 im Jahr 2012. Diese Zunahme entspricht einem jährlichen Wachstum von 5 Prozent und einer Verdopplungszeit von 14 Jahren. Im Jahr 2012 sprachen 63 Prozent der Über-Fünfjährigen Swahili, ein Prozent Englisch und zehn Prozent Englisch und Swahili, rund ein Viertel waren Analphabeten. Im Jahr 2022 lebten 385.744 Menschen in 93.366 Haushalten.

## Einrichtungen und Dienstleistungen
- Bildung: Im Distrikt befinden sich 118 Grundschulen und 27 weiterführende Schulen, davon werden acht privat geführt (Stand 2020).[1]
- Gesundheit: Für die medizinische Versorgung der Bevölkerung stehen zwei Krankenhäuser, zwei Gesundheitszentren und 33 Apotheken bereit. Die häufigsten Krankheiten sind Malaria und HIV. Die Infektionsrate von AIDS ging von 7 Prozent im Jahr 1996 auf 4,8 Prozent im Jahr 2010 zurück.[8]

| - Landwirtschaft: Die Landwirtschaft ist der wichtigste Wirtschaftszweig. Von den 76.000 Haushalten leben 61.000 von Ackerbau und Viehzucht. Die Landwirtschaft trägt 70 Prozent zum Distrikteinkommen bei. Die Hauptanbauprodukte sind Bananen, Bohnen, Maniok, Mais und Gemüse. Für den Verkauf wird vor allem Kaffee angebaut. Im Jahr 2012 besaßen mehr als vierzig Prozent der Haushalte Nutztiere. Es wurden vor allem Hühner und Ziegen gehalten. - Fischerei: In den Seen und in Teichen wird Fischerei betrieben. Durchschnittlich werden 33 Tonnen Fisch im Jahr produziert (Stand 2019). - Handel und Gewerbe: Die schnell wachsenden Städte Kayanga, Omurushaka, Njanga, Nyakaiga, Rift, Nyaishozi, Chanyamisa, Nyabiyonza, Nyakabanga und Ihembe sind die Zentren, in denen vor allem landwirtschaftliche Produkte verarbeitet und verkauft werden. - Straßen: Durch den Distrikt verläuft die teilweise asphaltierte Nationalstraße T38 von Bukoba und Uganda im Norden nach Ngara und Burundi im Süden. | Hier fehlt eine Grafik, die leider im Moment aus technischen Gründen nicht angezeigt werden kann. Wir arbeiten daran! |

## Naturschutzgebiete, Sehenswürdigkeiten

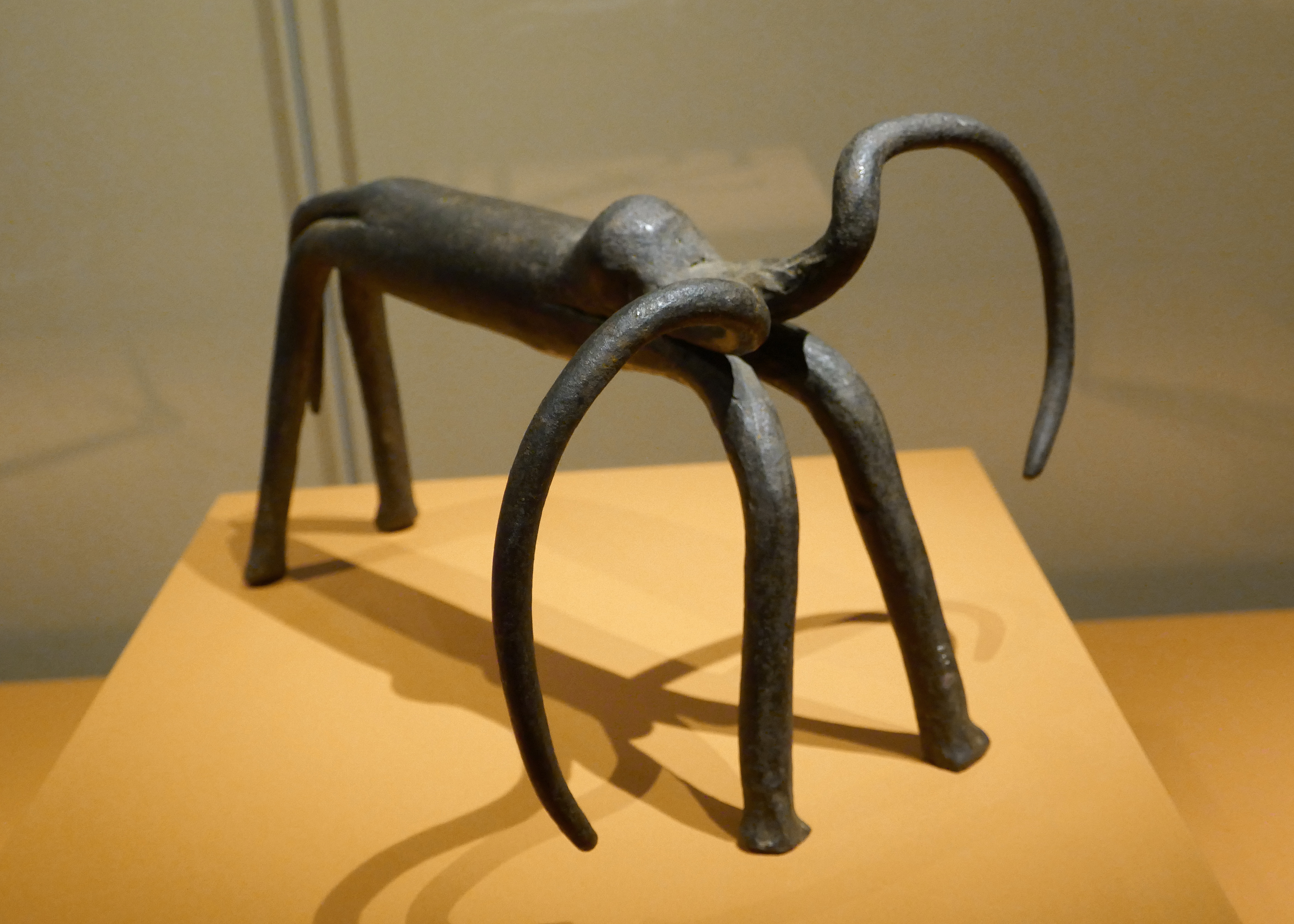
Rind aus geschmiedetem Eisen aus dem Königreich Karagwe.

- Burigi-Chato-Nationalpark: Im Süden hat der Distrikt Anteil an diesem im Jahr 2019 eingerichteten Nationalpark.[11] Rund um den Burigisee findet man Flusspferde, Elefanten, Löwen und Antilopen, sowie über 28 Vogelarten.[12]
- Rumanyika-Karagwe-Nationalpark
- Kunst aus dem Königreich Karagwe: Die bekanntesten Kunstwerke stammen aus dem 19. Jahrhundert und  sind Gebrauchsgegenstände oder symbolische Kühe.[5]

## Politik
In Karagwe wird alle fünf Jahre ein Distriktrat (District council) gewählt. Der Rat besteht aus dreißig Mitgliedern, den Vorsitz führt Wallace Mashanda (Stand 2020)[veraltet].

## Religion
- Karagwe ist Diözese eines evangelischen Bischofs.[8]
- In Kayanga befindet sich der Sitz eines römisch-katholischen Bischofs.[8]

## Persönlichkeiten
- James L. Kateka wurde 1945 in Karagwe geboren. Er war unter anderem von 1976 bis 1980 Berater bei den Vereinten Nationen, 1989 – 1994 Botschafter in Deutschland bei gleichzeitiger Akkreditierung in Österreich und ist seit 2005 Richter am Internationalen Seegerichtshof.[16]